# デジタル・カーホンE208 HYPER
デジタル・カーホンE208 HYPER（デジタル・カーホン イー にー まる はち ハイパー）は、デンソー製のNTTドコモの携帯電話(mova)回線を使う自動車電話端末である。

## 概要
基本的には、受話器及び受話器の置台で構成された電話機「E005」と、通信ユニットの「E208」で構成されている。
「E208」は別の受話器とともに販売されていたが、「E005」と組み合わせる事で、208シリーズで対応になったハイパートーク（フルレートとハーフレートの自動切り替えなど）や、9,600bpsのパケット通信に対応している。
本機はNTTドコモから最後に発売された自動車電話になった。
2007年までは少数ながら製造を継続。
E401と共にE208と共にNTTドコモから最後まで販売されていた自動車電話になった。

## 受話器「E005」仕様
括弧外は受話器及び置台、括弧内は受話器のみの仕様である。
- 高さ - 56mm（28mm）
- 長さ - 166mm（166mm）
- 幅 - 55mm（53mm）
- 質量 - 350g（220g）

## 歴史
- 1999年9月7日　　テレコムエンジニアリングセンター(TELEC)による技術基準適合証明（技術基準適合証明番号WAE0038863～0038912）
- 1999年10月25日　電気通信端末機器審査協会による技術基準適合認定の設計認証（設計認証番号A99-0985JP、J99-1236）
- 1999年11月10日　TELECによる技術基準適合証明の工事設計認証（工事設計認証番号WAA0038）
- 2000年7月　　　 受話器E005発売開始。
- 2012年3月31日　 movaサービス終了により使用はこの日限りとなる。